# リビドーハンタータケル
『リビドーハンタータケル』は、丈山雄為による日本の漫画作品である。『ジャンプSQ.19』（集英社）にて、2012年10月号から2015年Vol.18まで連載。

## 概要
草食系の男子高校生・利美堂猛が、天界からやってきた聖天使・ペロエルとともに、女子とのキスでリビドーを回収し、日本を少子化から救おうとするエロコメディ。丈山の初連載作品である。
作風とテーマ
- 「萌え」や「エロ」といった読者向けのサービスシーンが随所に見られる[4]。これには趣味と実益を兼ねた面もあり、丈山は「読者のためとはいいつつ、僕自身のため」「好きなことが、たまたま読者のためになっているだけ」といい[4]、作画には彼の尻や太股に対するフェティシズムが大きく反映されている[5]。
- キャラクターは主人公を基準とした対比構造を意識して作られている[4]。主人公の利美堂猛を「エロくて受け身」「読者が感情移入しやすいように特徴は最低限」としたため、ペロエルはタケルとは対照的にオラオラ系、逆に小山内なじみはペロエルと対極でタケルに近いタイプとされた[4]。この対比構造は、丈山がアシスタントを務めた『ねじまきカギュー』の上げて落とす展開や、「めくり[注 1]」の落差から学んだものだという[4]。一方で、「キャラから生み出すことができない」といい、描きたいシーンを軸に、それが一番良く見えるにはどんなキャラ、どんな展開であるべきかを考え、組み上げていく形で制作している[4]。
- 丈山の過去も作品に活かされている[5]。高校時代の丈山は友達がおらず、人とうまく喋れなかったといい、「その経験があるからタケルの気持ちが自分のことのように解るし、同じような人たちに楽しんでもらいたい」と語っている[5]。

## あらすじ
内気で弱気な草食系だが、性欲だけは物凄く、とてつもなくエロい男子高校生・利美堂猛。そんな猛の元に、天界から聖天使・ペロエルがやってくる。彼女は「女子とのキスでリビドーを回収し、日本の少子化を阻止する」という使命を受けており、そのための駒として猛を選んだのであった。さっそくリビドーを狩りに夜の街へ連れられた猛は、ペロエルから貰った「一時的に己の性欲にふさわしいオトコになる」という天界アイテム「オトコリング」を使って究極のイケメンへと変身し、女子をキスでメロメロにしてしまう。こうして猛はペロエルの下僕「リビドーハンター」となり、女子からキスでリビドーを狩る日々が始まった。

## 登場キャラクター

### メインキャラクター
利美堂 猛（りびどう たける）
本作の主人公。高校1年生。小柄な体格で、内気で気が弱いが、とてつもなくエロい。「オトコリング」を使うと外見や性格、身体能力が最強にカッコよくなる。ペロエルにボコられながらもリビドーを集めていき、次第に悪に悪だと言えるような心の強さを身に着け精神的に成長していく。
ペロエル
天界からやってきた聖天使。日本を少子化から救う使命を受け、猛を下僕とする。リビドーを使って様々な非現実的能力を発揮することができる。外見は金髪に爆乳の美女（外見年齢はタケルよりも上である、と言うのが共通認識らしく、作者がpixivに挙げたイラスト（タケルと一緒に映っている物）では「おねショタ」タグが頻繁に使用されていた）だが、非常に暴力的で理不尽な性格。怪力であり、タケル曰く本気で殴れば常人ならば命はないとのこと。
最初こそタケルを虫けらのように扱い、ちょっとでも不機嫌になればスーパー怪力でぶちのめすような傲慢な性格であったが、タケルとの親交を深め地上人たちに触れるごとに心を開くようになって巻を追うごとにドンドン人間臭い性格になっていき、最終的にはタケル相手に（古いたとえだが）Bまで許すほど彼を愛するようになる。
ピンポン玉くらいのサイズに小さくなって身を隠すこともできる（普段はその姿でタケルと共に活動している）。性欲に対しては肯定的であるものの、「男の性欲は即物的すぎる」と批判している。
好物は肉で、下界に来てから飲んだ味噌汁に嵌っている。
4巻ではプニエルに全エネルギーを吸い取られて子供の身体になってしまった。
プニエル
ペロエルの妹の堕天使。姉から｢地上で最も卑しい｣と評され、心が弱った人間に近づいて｢欲｣を食らう。若干頭が足りない。普段は子供の姿をしているが、アズナエルの策謀によりペロエルのリビドーを強奪し、一時的に大人になった。
堕天使は人間と性行為をした存在であるが、ペロエルが処女なのかどうかは不明（聞いたタケルを赤面しつつぶちのめした）。

### タケルの学園関係者
小山内 なじみ（おさない なじみ）
タケルの小学校からの幼馴染。周りと調和することが苦手で、学校では完全なぼっち。芯は強く、タケルに対し暴行を働いたペロエルに掴みかかるなどの一面も見せる。
海野 つばめ（うみの つばめ）
タケルの隣の席の女子。読書好きな眼鏡っ子。人々の輪に溶け込むことが苦手で、自分と同様に孤独に生きている猛に惹かれているが、その秘めたる「想い」を知ったプニエルに利用されてしまう。タケルに助けられてからは権田一味に対し「早く滅びませんかね」と発言するなど物騒な一面を見せるようになった。
野田（のだ）
タケルのクラスの担任。ピエロのような恰好をしている小柄な女教師。テンションが高い。
鶴田 萌（つるた もえ）
タケルが通う高校の体育教師。25歳独身。いつも前向きな熱血教師で、多くの生徒に慕われているが、小柄で童顔な外見から、教師どころか大人に見えない。
雪見 ゆみ（ゆきみ ゆみ）
タケルが通う高校の養護教諭。27歳独身。ゆるい口調とだらしない雰囲気で、生徒に安心感を与える。
英語教師
タケルが通う高校の英語教師。片言の日本語で話す金髪美女。すらりとした長身であり胸も大きく、タイトなTシャツにローライズのジーンズというセクシーな着こなしをしている。
権田（ごんだ）
タケルの同級生。常にタンクトップにアーミーパンツの巨漢。喧嘩っ早く、街や学校でぶつかった相手に絡んでくるクラス一の危険人物。実は保健委員であり、雪見先生のことが好き。可愛い妹がいる。
アズナエルの性転換テロに巻き込まれてもやはりその巨体はそのままながら爆乳美女になった。
茶良田（ちゃらた）
権田の舎弟。金髪にガングロのチャラ男。井上のことを気に入っており、宮田と組んでヒムカに制裁を加えようとしたが逆にボコり倒された。
アズナエルの性転換テロに巻き込まれた際には同じく女体化した宮田からチカンされまくった。
宮田（みやた）
権田の舎弟。口髭を伸ばしている。いつもニット帽を被っており、茶良太とつるんで馬鹿な事ばかりしている。
井上 ちひろ（いのうえ ちひろ）
タケルの同級生。茶髪をお下げにしている。ヒムカに一目ぼれするが、その気持ちをアビゲイルに利用されてしまう。
竹上 ゆうな（たけがみ ゆうな）
タケルの同級生。井上の親友で、金髪を頭の上で纏めている。
ミカ
鶴田先生に注意されていた不良少女。爆乳の黒ギャル。2人の友人を連れてつるんでいる。素行を注意した鶴田に報復するため、差し入れに睡眠薬を混ぜて拉致監禁しネット上に裸を晒そうとしたが、駆けつけたタケルに制裁を受ける。後に鶴田が顧問を務める陸上部で扱かれることとなった。
JUN
2年生。「モテ部」なる部活を作っている学校一のキザ男で、空手有段者。しかしその実態は、聖遺物「ラブ・ドレイン」で強引に女をモノにしている変態男（タケル曰く「男の風上にも置けないクズ」）で、部員諸共実態を知ったタケルに成敗され廃部になった。
モテ部崩壊後もナルシストな性格はそのままであったが、アズナエルの性転換テロで美女に変身した際には喜々として服を脱ぎ自撮りに勤しんでいた。
火切塚 ヒムカ（ひきりづか ヒムカ）
なじみのクラスに来た転校生。外見は金髪色白の美形で、九州弁でしゃべる。外見は外人っぽいが英語は苦手。なじみに想いを寄せている。
アビゲイルの力により、嫉妬（ジェラス）を集めることでパワーアップが可能。嫉妬が溜まると目の白目と黒目が反転し、肌は褐色になり、髪の毛は逆立つ。
アズナエルにより女体化した際には乳房が膨らみ、眼が少し大きくなっただけで大して変わってはいなかった（アビゲイル曰く「これはこれでいい!」）。

### その他の人間
タケルの母
タケルの母親。タケルを溺愛しており、突然現れたペロエルに対し最初は警戒心をあらわにしていたものの、いつの間にかお友達になっていた。アビゲイル曰く「常人の三倍の性欲…じゃなかった愛を持っている」とのこと。
Z
権田を従えている不良。ドレッドヘアーに色黒。倒した相手を意識が無くなるまで暴行を加え、サッカーボール代わりにして遊ぶほどの極悪人。雪見先生に手を出そうとしたせいで猛と権田の怒りを買い、倒される。
その後しばらく登場していなかったが、病院で治療中にアズナエルの性転換テロに巻き込まれてしまう（なぜか腹に巻いていた包帯が胸に移動していた）。

### 天界
アビゲイル
ペロエルに恋する下級天使。JUNにラブ・ドレインを与えた張本人。おっとりとした顔立ちの巨漢。タケルを倒すためにヒムカに力を与えた。
元は天界アイテム開発局の係長であったが、私利私欲のためにアイテムを開発しまくった責任を取らされて降格された。
名前の由来はヘブライ語で「父は喜んでいる」と言う意味を表す単語で、本来なら女性名である「アビゲイル」から。
アズナエル
天使の長を務める最高階級熾天使の少女。全身タイツのような衣装の上からマントを羽織っている。髪の毛をギロチンや鉄球に変えて相手を攻撃する。
「支配者の矢」という特殊な矢を放つことが可能で、1発当てれば肉体が（「性別を変えろ」などという無茶な欲求でも通る）、2発当てれば精神がアズナエルの思いのままになる。また、重傷を負った相手でも即座に全回復させる「リザレクション」が使える。
頭には猫耳が生えており（側頭部に普通の耳もある）、帽子で隠している。これが実はコンプレックスになっており（迫害されたのではなく逆に溺愛された）、帽子を取られると動揺するのが弱点。

## 書誌情報
- 丈山雄為 『リビドーハンタータケル』 集英社〈ジャンプ・コミックス〉、全4巻
  1. 2013年7月9日発行（2013年7月4日発売[6]）、ISBN 978-4-08-870778-5
  2. 2013年12月9日発行（2013年12月4日発売[7]）、ISBN 978-4-08-870867-6
  3. 2014年8月9日発行（2014年8月4日発売[8]）、ISBN 978-4-08-880163-6
  4. 2015年5月6日発行（2015年5月1日発売[9]）、ISBN 978-4-08-880340-1